# Albrecht III. (Bayern)

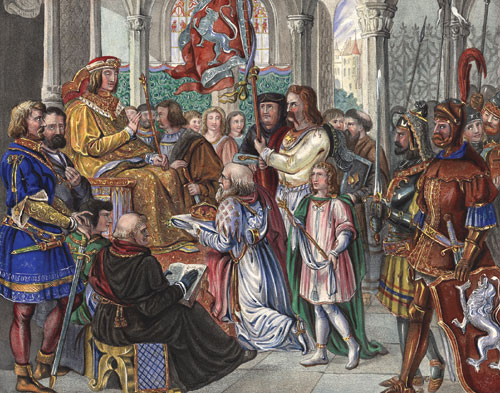
Albrecht III. lehnt die böhmische Königskrone ab, Druck nach dem Historiengemälde von Johann Georg Hiltensperger (um 1825) in den Hofgartenarkaden in München

Albrecht III. der Fromme (* 27. März 1401 in Wolfratshausen; † 29. Februar 1460 in München) aus dem Hause Wittelsbach war Herzog von Bayern-München. Sein Name ist mit der Affäre um Agnes Bernauer verbunden; für die weitere Zeit prägend wurden seine Förderung der Künste und der Kirche, aber auch die Vertreibung der Juden.

## Frühe Jahre

### Jugend
Albrecht war der Sohn von Herzog Ernst von Bayern-München mit Elisabetta Visconti. Er wurde auf der Burg bei Wolfratshausen geboren, wo seine Eltern während der Unruhen in München jahrelang residierten. Zeitweise wuchs Albrecht bei seiner Tante, der böhmischen Königin Sophie in Prag auf, lernte Tschechisch und studierte an der dortigen Universität. Er kämpfte im Bayerischen Krieg 1422 in der Schlacht bei Alling, in der ihm sein Vater das Leben rettete.

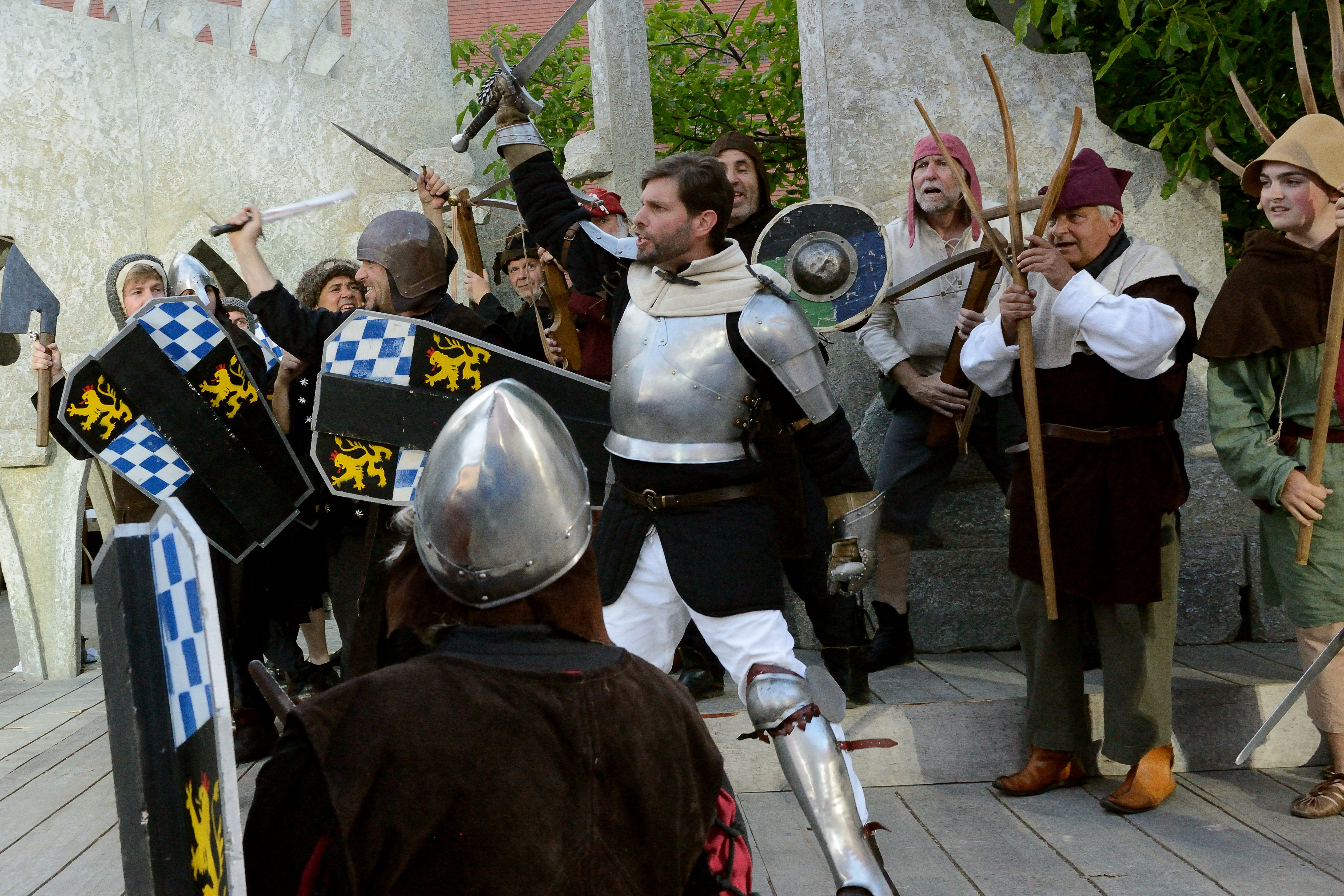
Herzog Albrecht in der Schlacht von Alling, dargestellt bei den Agnes-Bernauer-Festspielen 2019

### Agnes-Bernauer-Affäre

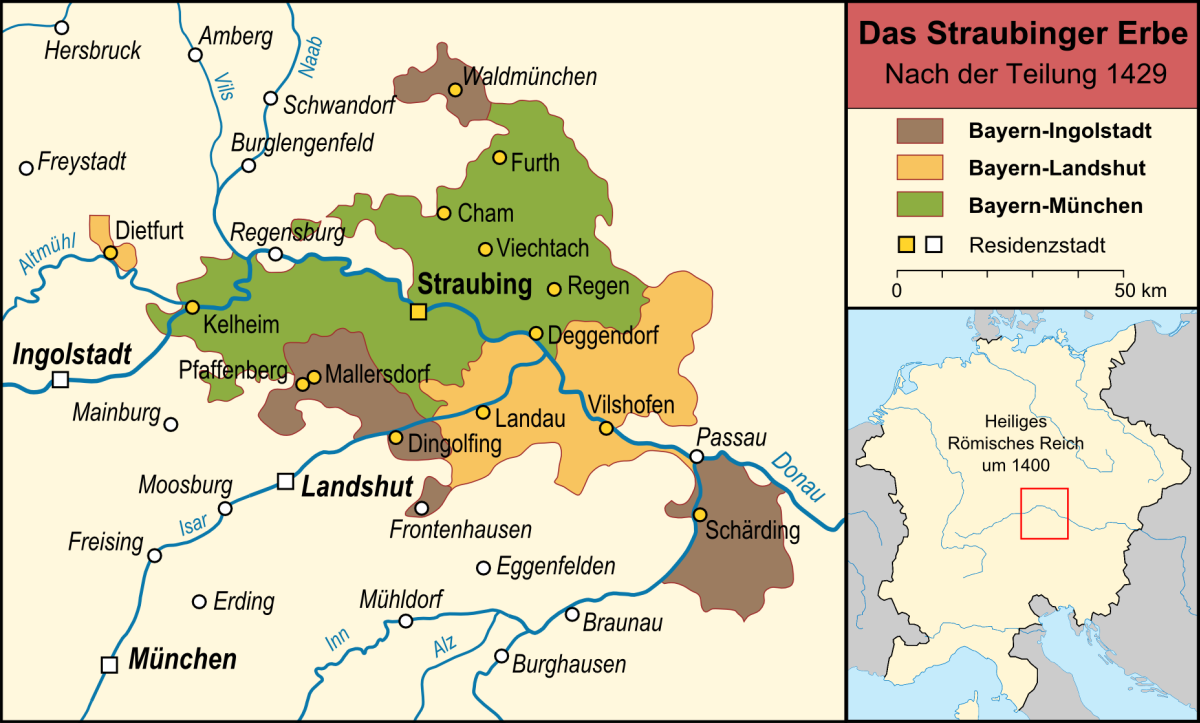
Die Aufteilung von Bayern-Straubing 1429

Als Verwalter seines Vaters lebte er 1433–1435 vorwiegend im münchnerischen Teil des Straubinger Ländchens. Zwischen 1431 und 1440 ließ Albrecht aber auch die „Pluedenburg“ bei München zu seinem Landsitz ausgestalten. Dieser Ausbau wurde vielleicht durch die Beziehung Albrechts (der als „Liebhaber zarter Frauen“ bekannt war) mit Agnes Bernauer veranlasst.
Da der Herzogssohn Albrecht im Februar 1428 in Augsburg an einem Turnier teilnahm, wird oft angenommen, dass er Agnes bei dieser Gelegenheit kennenlernte und kurz darauf zu sich nach München holte. In einer auf 1428 datierten Münchner Steuerliste wird bereits eine pernawin als Mitglied seines Hofstaats genannt, bei der es sich wahrscheinlich um Agnes Bernauer handelt. Spätestens im Sommer 1432 war Agnes Bernauer eine feste Größe am Münchner Hof. Sie betrieb die Festnahme des Raubritters Münnhauser, der in die Alte Veste geflohen war, und erregte durch ihr selbstbewusstes Auftreten den Zorn der Pfalzgräfin Beatrix, der Schwester Albrechts. Möglicherweise waren Agnes und Albrecht zu diesem Zeitpunkt bereits verheiratet, konkrete Beweise für eine Eheschließung existieren allerdings nicht.
Herzog Ernst sah in dieser nicht standesgemäßen Beziehung eine Gefahr für die Erbfolge. Er ließ Agnes Bernauer verhaften und am 12. Oktober 1435 bei Straubing in der Donau ertränken, während Albrecht mit seinem Verwandten Heinrich XVI. von Bayern-Landshut auf der Jagd war. Gemeinsam mit Ludwig VII. von Bayern-Ingolstadt plante Albrecht daraufhin zunächst militärische Schritte gegen seinen Vater. Diese Annäherung zwischen dem Münchener und dem Ingolstädter Herzog blieb allerdings eine Episode, Albrecht söhnte sich schon bald mit seinem Vater und schließlich auch mit Heinrich aus.
Nach der Aussöhnung mit seinem Vater heiratete Albrecht dann bereits 1436 Herzogin Anna von Braunschweig-Grubenhagen, mit der er in der Folge zehn Kinder hatte, und wurde Mitregent. Ihr gemeinsamer Beichtvater war der Klosterreformer und geistliche Schriftsteller Johannes Rothuet aus Indersdorf, der auch zur Besänftigung des durch die Hinrichtung von Agnes Bernauer gestörten Verhältnisses von Sohn und Vater und damit zu einer Verhinderung eines Bürgerkrieges im Herzogtum beigetragen hatte.

## Herzog von Bayern-München

### Territorialpolitik
Nach dem Tod des Vaters wurde Albrecht 1438 Herzog von Bayern-München. Bis 1441 war sein jugendlicher Vetter Adolf Miterbe des Herzogtums, dieser starb jedoch bald, was in der Folge zu einem Erbstreit Albrechts mit Bayern-Landshut führte.
Nach dem Tod König Albrechts II. 1439 war das Königreich Böhmen weiterhin in zwei Parteien gespalten: Die Römische oder Österreichische Partei unter Ulrich II. von Rosenberg und die Kalixtinische Nationalpartei, die von Hynek Ptáček von Pirkstein angeführt wurde. Ein Landtag in Prag wählte 1440 einstimmig den bayerischen Herzog zum neuen König. Durch seine Jugend in Prag war Albrecht mit den schwierigen Verhältnissen in Böhmen vertraut. Die Albrecht somit angetragene böhmische Königskrone lehnte er schließlich auch mit Rücksicht auf König Albrechts nachgeborenen Sohn Ladislaus Postumus ab. Später verglich er sich mit Georg von Podiebrad, der 1458 König von Böhmen wurde, und schloss samt seiner Söhne eine Einigung.
Politisch entwickelte Albrecht, abgesehen von einer landesweiten Kampagne gegen Raubritter in den Jahren 1444 und 1445, auch sonst kaum Aktivitäten. Er verband sich dabei 1444 mit den Wittelsbacher Regenten der Kurpfalz unter Ludwig IV. und von Pfalz-Neumarkt unter Christoph III. sowie dem Bischof von Regensburg, und 1445 erneut mit Kurpfalz und Württemberg zu einem Landfrieden. So ließ Albrecht den berüchtigten Raubritter Paul Zenger in seinem Schlupfwinkel in Neuhaus bei Cham aufspüren und befahl, in Straubing 50 Rittern den Kopf abzuschlagen. Albrecht stand auch gegen die Städte und die Landstände, besonders im neuen Landesteil Straubing, wo durch die ständige Abwesenheit der früheren Herzöge in Holland und durch die "Ottonische Handfeste" von 1311 zuvor größere Freiheiten gegolten hatten.
Nach dem Aussterben der Bayern-Ingolstädter Linie 1447 überließ er das Erbe ohne allzu großen Widerstand dem Landshuter Herzog Heinrich XVI, trotz einer bereits 1439 erzielten Erbeinigung mit Ludwig VIII. von Bayern-Ingolstadt. Albrecht wurde hierbei auch mit dem Rückgriff auf alte Landshuter Forderungen, resultierend aus Ansprüchen auf die Hälfte des Erbes Herzog Adolfs, seines 1441 gestorbenen Vetters, in die Defensive gedrängt. Im Erdinger Vertrag vom 16. Dezember 1450 ging fast das gesamte Herzogtum Ingolstadt an Heinrichs Sohn Ludwig IX. und Albrecht konnte sich nur kleine Teile des Erbes sichern: Lichtenberg, Baierbrunn und das Gericht Schwaben verblieben als Ingolstädter Pfandgabe bei Bayern-München. Auch Deggendorf fiel als Landshuter Pfand an Albrecht zurück.

### Kultur- und Religionspolitik
Zu Albrechts Räten gehörte ab 1440 bis zu seinem Tod der gelehrte Rat, Diplomat, Arzt und bekannte Schriftsteller und Übersetzer Johannes Hartlieb. Albrecht nahm auch Thomas Pirckheimer in den herzoglichen Rat auf. Darüber hinaus versammelte er zahlreiche Künstler an seinem Hof, was von da an das Münchner Hofleben jahrhundertelang prägen sollte. Die erste Blüte der Münchner Tafelmalerei um Gabriel Angler und andere Meister wie Peter Polaner dem Jüngeren, Conrad Sachs und Ulrich Neunhauser fällt ebenso in Albrechts Herrschaftszeit wie  literarische Übersetzungen und die Förderung der schriftstellerischen Werke von Hans Schiltberger und Michael Behaim, aber auch die Anstellung von Musikern wie Konrad Paumann. Bis 1460 ließ Albrecht das Fürstliche Schloss Tölz erbauen.
Mit Ermächtigung des Konzils von Basel trieb er zusammen mit Nikolaus von Kues eine aktive, die Landesherrschaft stärkende Klosterreform. 1455 gründete Albrecht in der Folge auf dem Heiligen Berg zu Andechs ein Benediktinerkloster. Er galt als äußerst religiös, was ihm seinen Beinamen der Fromme einbrachte, und ließ die bayerischen Klöster reformieren. Unter dem Einfluss seines Onkels Johannes Grünwalder wurde der letzte Gegenpapst, Felix V., von Albrecht zeitweise anerkannt.
Schon 1442 waren die Juden durch Albrecht im gesamten Herzogtum vertrieben worden. 1442 erhielt Hartlieb von Albrecht das nach Ausweisung der Juden aus München in landesherrlichen Besitz übergegangene Synagogengebäude und dessen Zubehör geschenkt. Es wird angenommen, dass Hartlieb den Herzog zu den Judenverfolgungen veranlasst hatte. Der neue Landshuter Herzog Ludwig folgte diesem Beispiel dann 1450 und vertrieb die jüdischen Gemeinden vollständig aus seinem Herrschaftsbereich. Auch Albrechts Urenkel Albrecht V. untersagte später den Juden, ab Dezember 1551 im wiedervereinigten Herzogtum zu wohnen und bestätigte das 1553. Erst 250 Jahre später wurde jüdische Ansiedlung wieder gestattet.

### Tod und Nachfolge
Die Beziehung zu seiner Frau Anna war in den letzten Jahren von Spannungen geprägt, da Albrecht eine Liebschaft mit einer Kirschnersfrau namens Ursula hatte. Albrecht erlag 1460 der Gicht, seinem langjährigen Leiden, und er wurde in der Klosterkirche zu Andechs begraben. Spätestens an seinem Todestag, dem 29. Februar, starb in Straubing auch sein zweitältester Sohn Ernst im Alter von erst 22 Jahren. Vor seinem Tode hatte Albrecht noch verordnet, dass immer nur die beiden ältesten Söhne herrschen sollten. Dies führte unter seinen zahlreichen Söhnen bald zu schweren Konflikten, bis dann 1506 sein Sohn Albrecht IV. schließlich ein Primogeniturgesetz erließ.

## Kinder
Aus Albrechts Verbindung mit der Augsburger Baderstochter Agnes Bernauer († 1435) gingen keine Kinder hervor. Am 6. November 1436 heiratete er in München Herzogin Anna (1420–1474), Tochter des Herzog Erich I. von Braunschweig-Grubenhagen-Einbeck und seiner Gattin Elisabeth von Braunschweig-Göttingen. Aus der Ehe gingen zehn Kinder hervor:
- Johann IV. (1437–1463);
- Ernst (1438–1460);
- Siegmund (1439–1501);
- Albrecht (1440–1445);
- Margarete (1442–1479) ⚭ 1463 Markgraf Friedrich I. von Mantua aus dem Haus Gonzaga (1441–1484);
- Elisabeth (1443–1484) ⚭ 1460 Kurfürst Ernst I. von Sachsen (1441–1486);
- Albrecht IV. (1447–1508) ⚭ Erzherzogin Kunigunde von Österreich (1465–1520);
- Christoph (1449–1493);
- Wolfgang (1451–1514);
- Barbara (1454–1472), Klarissin im Kloster Sankt Jakob am Anger, München; starb nach zeitgenössischer Überlieferung im Ruf der Heiligkeit.